# Kunzeana scimetara
Kunzeana scimetara är en insektsart som beskrevs av Ruppel och Delong 1952. Kunzeana scimetara ingår i släktet Kunzeana och familjen dvärgstritar.
Artens utbredningsområde är Guatemala. Inga underarter finns listade i Catalogue of Life.